# Autoroute A 170
Die Autoroute A 170 war eine im Jahr 1980 fertiggestellte französische Autobahn, die von Gonesse an der Autobahn A 1 bis nach Mitry-Mory an der Nationalstraße 2 im Nordosten von Paris verlief. Im Jahr 2006 wurde sie zu einem Teil in die Autobahn A 104 umgewidmet.